# Retícula
Retícula (screentone em inglês) é um nome genérico da técnica de finalização artística muito usada em histórias em quadrinhos e na pop art e que consiste em imprimir, por decalque, texturas sobre o papel.  Também é conhecido pelas marcas Zip-A-Tone (1937, agora extinta), Chart-Pak (1949) e Letratone (1966, da Letraset).
Uma folha de retícula é composta por uma camada flexível e transparente que contém a textura impressa. A folha de retícula é colocada sobre o papel, com a textura para baixo e ao ser esfregada com o lado cego de uma lâmina transfere a textura para o papel.
As retículas são usadas por ilustradores e artistas, especialmente para sugerirem cores. A aplicação tem sido simplificada através da computação gráfica e o surgimento de retículas digitais, embora softwares de computação gráfica forneça uma variedade de alternativas ao retículas, sua aparência ainda é frequentemente simulada, para obter consistência com trabalhos anteriores ou evitar a aparência de imagens geradas por computador. Às vezes, é feito por meio da digitalização de folhas de retículas reais, mas também são usados padrões originais de vetor ou de bitmap. No Japão, as retículas tradicionais ainda são usadas por alguns autores de mangá.
No Brasil, os chamado "pontos Ben-Day" (Ben-Day Dots em inglês), processo criado por Benjamin Day, é conhecidos como retícula de ponto duro. Uma das diferenças dos pontos de Ben-Day para as retículas propriamente ditas é que esses são coloridos e aquelas, em preto e branco.